# Hare Bay (Bonavista Bay)
De Hare Bay ("Hazenbaai") is een baai van 4,3 km² in de Canadese provincie Newfoundland en Labrador. De baai bevindt zich aan de oostkust van het eiland Newfoundland.

## Geografie
De Hare Bay is een relatief kleine inham van Bonavista Bay, een van de grootste Newfoundlandse baaien. De inham bevindt zich aan de westzijde van Bonavista Bay, zo'n 2 km ten noorden van de ingang van de zeearm genaamd Freshwater Bay. De toegang tot de Hare Bay wordt aangegeven door Hare Bay Island, een centraal gelegen eiland van 15 ha.
De baai is voornamelijk gekend vanwege de gelijknamige gemeente die de volledige westelijke en noordwestelijke oever inneemt. De noordoostelijke oever wordt op zijn beurt ingenomen door een groot deel van de bebouwing van de gemeente Dover.